# コミケ幕張メッセ追放事件

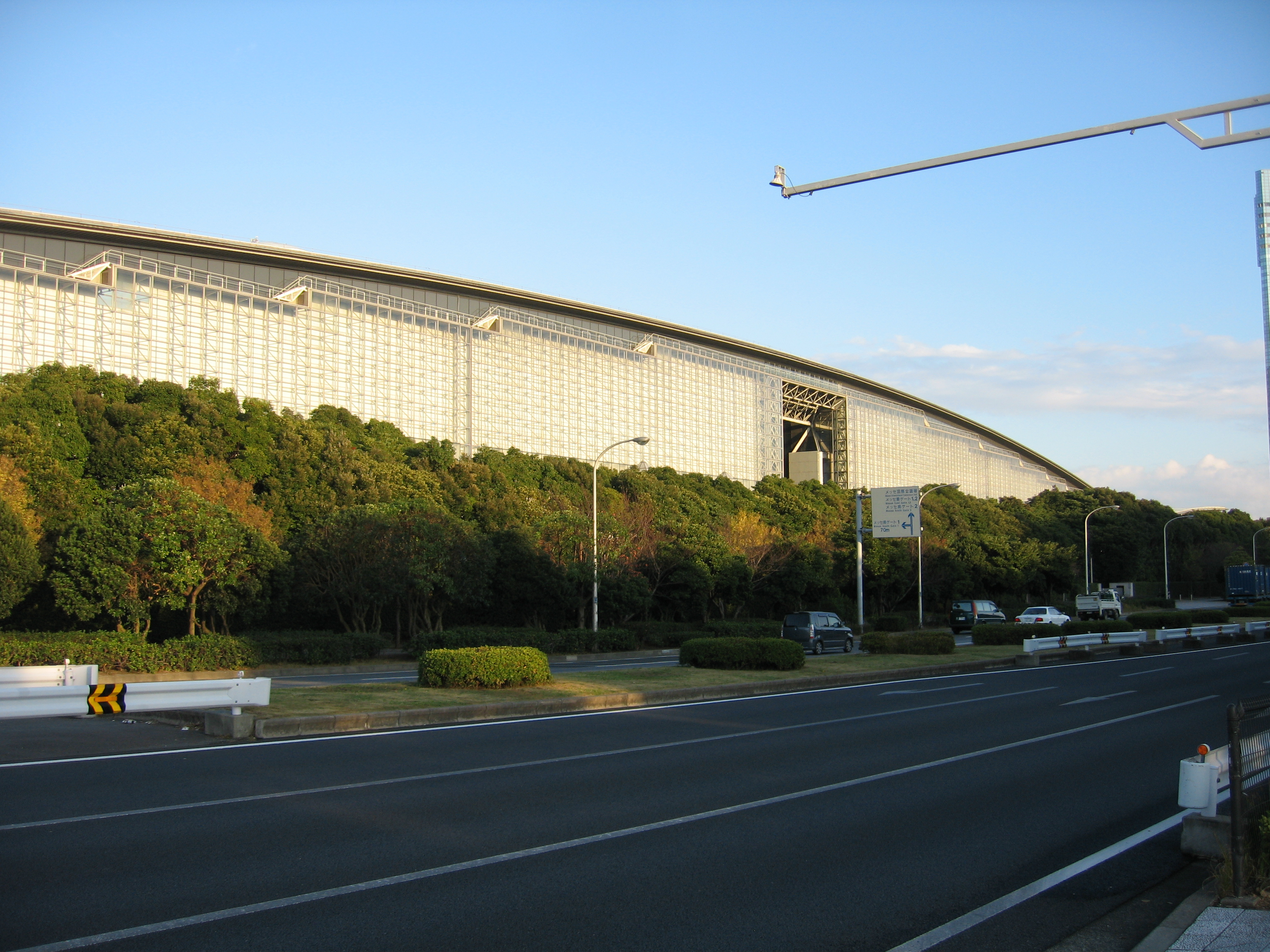
南1ゲートから見た
幕張メッセ国際展示場棟1 - 8ホール

コミケ幕張メッセ追放事件（コミケまくはりメッセついほうじけん）とは、1991年8月に千葉県千葉市幕張新都心の幕張メッセで開催予定だった日本最大の同人誌即売会・コミックマーケットの第40回（コミケ40）の会場を、開催前に幕張メッセから使用中止を通告されたことにより、急遽変更せざるを得なくなった、という事件である。「コミケ幕張追放事件」、「コミケ幕張中止事件」などとも呼ばれる。コミックマーケットが有明移転に至るまでの歴史の中で、最大級の存続の危機となる事件だったとされる。

## 経緯

### 幕張メッセへの移転
1975年に初めて開催されたコミケは徐々にその規模を拡大し、1980年代後半になると参加者数が当時の会場である東京国際見本市会場の収容能力の限界に達しつつあった。東京近辺の大規模見本市会場の不足により1988年冬に開催予定だったC35に至ってはついに会場を確保できず、翌1989年3月まで開催延期を余儀なくされた。その後もコミケは規模の拡大を続け、ついに1989年冬からは同年に完成した当時日本国内屈指の規模を有するイベント会場だった幕張メッセへと会場を移した。

### 幕張メッセからの追放
当時、1989年に起きた宮崎事件の影響によるオタクバッシングや、1990年8月に和歌山県田辺市の主婦による「出版物の行き過ぎを規制するよう行政当局の対策を強く促したい」という旨の投書が地方紙「紀州新報」に掲載された事を契機として主婦を中心とする住民運動に発展して性描写を含む青年向けコミック誌を警察・行政に持ちこんだことに端を発する有害コミック騒動の流れが続いた。そんな中、1991年2月、男性向け同人誌を委託販売していた東京都内の書店、「コミック高岡」・「まんがの森」新宿店・「書泉ブックマート」の店長及び店員が猥褻図画販売目的所持で警察の取締りを受ける。また、『ミニーズクラブ』等美少女系同人誌サークルが摘発を受ける。この他印刷業者なども含め女性3人を含む総計75人が逮捕または書類送検されている。
そういった最中、幕張メッセを管轄する千葉西警察署に届けられた拾得物の中に無修正の同人誌が含まれていた。この同人誌を問題視した千葉西署は、コミックマーケット準備会（以下準備会）と幕張メッセに対し事情聴取を行った。社会的認知度の高いイベントへの貸し出しを優先する方針をとっていた幕張メッセはこの事情聴取を受けて、春頃、すでにコミケの開催告知やサークル申込が済んでいたにもかかわらず、使用拒否を通告した。
これを受け準備会は急遽古巣である晴海の東京国際見本市会場に会場使用を依頼した。この時もし晴海の会場から断られた場合、コミケは開催の目処の立たないまま終了するしかないという切迫した状況にあった。晴海会場側は、見本誌の内容チェックを通じて猥褻図画とみなされる同人誌が持ち込まれることのないよう十分な対策を取ること、各同人誌印刷所への協力の要請を行うことを旨とした申し出に応じて開催許可を出し、コミケ40は期日的には予定通りの開催に漕ぎつけた。
その後千葉県では1994年春に青少年健全育成条例が改正され、ページ全体の20％以上もしくは20ページ以上の性表現を含む本をほぼ自動的に「有害図書」指定する（包括指定）という厳しいものとなり、同人誌即売会は千葉県では事実上開催不能に至った。このため1994年10月2日に幕張メッセで開催予定だった同人誌即売会・コミックシティは、千葉県警からの注意を受けて直前になって中止を決定した。この事件は幕張コミックシティ中止事件と呼ばれる。この後コミックシティは1994年11月3日に晴海にて「コミックシティイン東京・晴海」を開催したが、その際に主催の赤ブーブー通信社は千葉県の条例とほぼ一致する「赤ブーブー通信社コミックシティにおける自主倫理規定 18歳未満に販売できない図書の基準」を作成し、出展サークルに対してその遵守を求めた。しかしこれは同人誌業界内外で批判を浴び、数ヵ月後に撤回している。

### その後
コミケは晴海に戻ってからは、4年間晴海で開催された。晴海会場は有明への移転のため1996年3月に閉鎖となった。コミケもほかの展示会や見本市と同様、同年4月に開場した東京ビッグサイトに移り、以降はそこでの開催が定着している。
メディアでの報道や開催が定着していることから同人誌即売会への風当たりも事件当時に比べれば弱まっており、幕張メッセでは1997年頃より同人誌即売会が開催されるようになっており、1998年には前述のコミックシティも幕張メッセでイベントを開催している。
2015年3月28日・29日には定期開催以外のコミケットとなる「コミケットスペシャル6」が幕張メッセで開催された。この件に関して昼間たかしは発表直後、「2020年東京オリンピックで東京ビッグサイトがその会場として使用される事は決定事項のため、その代替会場として幕張メッセを使用するための布石か」との見方をしていた。実際には2020年夏に開催予定だったコミックマーケット98（C98）は東京ビッグサイトの使用を継続しつつ初夏のゴールデンウィーク期間に前倒しして開催する運びとなったが、前年からの新型コロナウイルス感染症の世界的流行により C98 は史上初の中止（欠番）となった。開催予定期間だった同年初夏には運営サイドの主導により Twitter 上で代替イベント『エアコミケ』が開催され、翌年初夏まで計3回開催された。